# Pithamagan
Pithamagan – tamilski dramat i thriller z 2003 roku z nagrodzoną rolą Vikrama. Film według własnego scenariusza wyreżyserował Bala, autor Nandha i Sethu. To historia autystyka (Vikram), którym opiekuje się poznany w więzieniu przyjaciel (Surya Sivakumar). Ten film opowiada historię człowieka opuszczonego, samotnego, który nie rozumie zasad tego świata, który wydaje się nie mieć nic nikomu do ofiarowania. Żyje poza ludzkimi więzami. Do czasu, gdy wzbudzi w kimś współczucie, a z czasem przyjaźń. Do czasu, gdy ktoś jego umiejącego się tylko bić, nauczy śmiać się i płakać. Kochać kogoś.
Film spotkał się z dużym uznaniem krytyków filmowych i popularnością wśród widzów. Vikram za swoją rolę otrzymał Nagrodę IIFA dla Najlepszego Aktora.

## Motywy kina indyjskiego
- cmentarz * poród * śmierć matki * sierota * śmierć "ojca" * sprzedaż narkotyków * niedotykalny * odmieniec (Alag) * bójka * mafia * oszust * modlitwa * pijaństwo * plantacja konopi * w pociągu * aukcja (Om Jai Jagadish) * zatrzymanie pociągu (Kabhi Alvida Naa Kehna) * przewóz narkotyków * donos do policji * obława policyjna * przemoc policji podczas przesłuchania, na posterunku * sąd * pogoń * więzienie * widzenie w więzieniu (Maayavi) * męska przyjaźń (z więzienia – 3 Deewarein, Satya) * relacja z białymi * relacja ojca z córką * karmienie jako znak miłości * huśtawka * plan filmowy * porwanie * gwiazda filmowa (Woh Lamhe, Maayavi, Om Shanti Om) * rywalizacja w tańcu (Dil To Pagal Hai) * zazdrość kobieca * motyw kina i filmu (Anbe Sivam) – Lajja, Maayavi, Satya) * deszcz * rower * morderstwo * śmierć przyjaciela * hinduski pogrzeb, spalenie zwłok * zemsta * samotność

## Fabuła
Chittan "rodzi się ze śmiercią jako błogosławieństwem". Matka, której imienia nigdy się nie dowie, urodziwszy go na cmentarzu, umiera. Opiekę nad nim przejmuje odrzucony przez wszystkich starzec palący zwłoki. Chłopiec rośnie nikogo nie znając. Bawiąc się wśród grobów. Huśtając obok popiołów stosu pogrzebowego. Razem ze swoim opiekunem pali zwłoki, modli się nad nimi śpiewając "wiesz kim jesteś? co należy do ciebie?". To on woła do rodziny przed podłożeniem ognia: "jeśli ktoś chce zobaczyć twarz, niech to zrobi teraz, zasłaniam ją". Żyje patrząc jak ludzie, z którymi nic go nie łączy, zamieniają się po kolei w popiół. Pewnego dnia musi też podpalić stos pogrzebowy swojego opiekuna. Teraz nie ma już nikogo. Wyrusza do wioski, aby znaleźć coś do jedzenia. Głodny sięga po placki, nie rozumiejąc, czemu jest atakowany. Jako palący zwłoki jest niedotykalny, wyganiany przez wszystkich. Wychowany poza społecznością Chittan (Vikram) porusza się jak zwierzę. Nic nie mówi. Drażniony warczy i atakuje. Dochodzi do bójki. Wśród ludzi z wioski tylko jedna osoba okazuje mu współczucie. Gomathi (Sangitha), sierota, sprzedająca narkotyki, dzieli się z nim swoim ryżem. Chittan nie odstępuje jej na krok. Śpi na progu jej chaty. Odpowiedzialna za niego Gomathi prosi miejscowego szefa gangu o pracę dla odmieńca. Chittan zaczyna pracować dla gangstera. Na plantacji konopi. Podczas przewozu narkotyków nic nie rozumiejący Chittan zostaje złapany przez policję. Czeka go więzienie.
Skahti (Surya Sivakumar) to drobny cwaniaczek, oszust. Sierota bez oparcia w rodzinie, nauczył się żyć kłamstwami. Z gadek, którymi potrafi oczarować każdego. Beztroski, pogodny, lekkoduch. Jednak napiwszy się, opłakuje ofiary swoich oszustw. Jedną z nich staje się Manju (Laila), uczennica, którą ogrywa z pieniędzy na bilet, z zegarka, a nawet z podręcznika z książkami. Spotkawszy go podczas kolejnego zwodzenia ludzi, Majnu sprowadza na niego policję. Sakhti dostaje się do więzienia. Rozgadany, otwarty natychmiast szuka kontaktu z każdym z więźniów. Opowiada o sobie. Dopytuje o ich historie. Milczący, zamknięty w sobie Chittan intryguje go. Szkoda mu odmieńca, który po bójce zostaje skatowany przez strażników. Troszczy się o pobitego. Wstawia się zanim do strażników, za co sam zostaje pobity. Dziki, zaszczuty przez wszystkich Chittam czuje, że wreszcie komuś na nim zależy ("Kto obudził moje uśpione serce? Moja dusza szuka jego obecności"). Ich przyjaźń zostanie jednak wystawiona na próbę.

## Obsada
- Vikram – Chiththan
- Surya Sivakumar – Sakthi
- Laila – Manju -Nagroda Filmfare dla Najlepszej Aktorki (w języku tamilskim)
- Sangitha – Gomathi – Nagroda Filmfare dla Najlepszej Aktorki Drugoplanowej (w języku tamilskim)
- Karunas – Karuvayan
- Mahadevan – szef gangu, właściciel plantacji konopi
- Manobala
- Simran – on sam

## Piosenki
Autorem muzyki do filmu jest Ilayaraaja, nagrodzony za tło muzyczne do Hey Ram, skomponował muzykę do Cheeni Kum.
- Adadaa
- Arunarunaam
- Elangaathu 01
- Elangaathu 02
- Kodiyethivaippom
- Pirayeapirayea